# جنوب‌تنجه
جنوب‌تنجه (نام علمی: Australotadorna alecwilsoni) یک سرده و گونه‌ای منقرض‌شده از پرندگان، در زیرتیرهٔ عروس‌مرغابیان از تیرهٔ مرغابیان، از الیگوسن پسین در استرالیای مرکزی است. نام این سردهٔ از واژهٔ لاتین australis (به معنی "جنوبی" یا مشتق‌شده "استرالیایی") و Tadorna (یک سرده از عروس‌مرغابی‌ها) گرفته شده است. این لقب خاص به الک ویلسون، دارنده اجاره شبانی از ایستگاه فروم داونز، که از دسترسی دیرینه‌شناسی و پژوهش دربارهٔ مکان‌های فسیلی در اموالش پشتیبانی می‌کند، احترام می‌گذارد. محل نمونه نماد دریاچه پینپا در حوضه دریاچه ایر در شمال شرقی استرالیای جنوبی است.